# Teroristické útoky ve Volgogradu v prosinci 2013
Teroristické útoky ve Volgogradu v prosinci 2013 byly sebevražedné útoky spáchané ve dnech 29. a 30. prosince 2013 v ruském městě Volgograd.

## Útok na vlakové nádraží
V neděli 29. prosince 2013 došlo v 12:45 Moskevského času (UTC+4) k výbuchu na hlavním vlakovém nádraží ve Volgogradě. Výbuch způsobil sebevražedný atentátník, který měl výbušninu umístěnou na těle. Síla výbuchu odpovídala 10 kg trinitrotoluenu (TNT). Při incidentu zahynulo 18 lidí (17 obětí a samotná útočnice), 10 bylo zraněno těžce a dalších 34 hospitalizováno.

## Útok na trolejbus
V pondělí 30. prosince 2013 došlo k sebevražednému atentátu v trolejbusu městské hromadné dopravy ve Volgogradu. Tento atentát si vyžádal 14 obětí (15 obětí včetně atentátníka) a 28 raněných. Použita byla nálož o síle ekvivalentní čtyřem kilogramům TNT. Exploze byla natolik silná, že vytloukla okna v okolních domech.

## Politická reakce
Teroristický útok odsoudili jak ruští političtí představitelé, tak i evropští a mezinárodní (OSN, OBSE). Ruská duma dokonce požádala o rezignaci představitelů bezpečnostních složek Volgogradské oblasti. V Moskvě mimořádně zasedal národní výbor pro boj proti terorismu a bezpečnostní složky ve Volgogradské oblasti zahájily rozsáhlou kontrolu dokladů mezi přistěhovalci.
Na období od 1. do 3. ledna 2014 byl ve městě vyhlášen smutek za oběti útoku. Byly tak zrušeny všechny plánované novoroční oslavy.

## Pachatelé
Od začátku byli v podezření ze spáchání atentátu islámští extremisté z kavkazských oblastí Čečensko a Dagestán. K útoku se později přihlásili teroristé ze skupiny Vilájat Dagestán (Provincie Dagestán), odnože irácké skupiny Ansar as-Sunna (Stoupenci tradic), přičemž jako další terč označili Olympijské hry v Soči, kde ale panovala přísná bezpečnostní opatření a k ničemu nedošlo. Cílem útoků je odchod ruských vojsk z oblastí Kavkazu, které si útočníci nárokují pro vytvoření Kavkazského emirátu. 30. ledna 2014 protiteroristický výbor Ruska uvedl, že identifikoval pachatele: Askera Samedova a Sulejmana Magomedova. Zatčeni a obviněni z napomáhání k útoku byli bratři Magomednabi a Tagir Batirovové, kteří atentátníkům podle vyšetřovatelů pomáhali s cestou do Volgogradu. Celá čtyřčlenná skupina pochází z Dagestánu. 5. února oznámila BBC, že podle nejmenovaných ruských bezpečnostních zdrojů ruské bezpečnostní jednotky obklíčily dům ve městě Izberbaš. V následné přestřelce byl zabit třicetiletý Džamaldin Mirzajev, který je považován za organizátora útoků. Kromě něj zemřel ještě jeden muž a jeden další se vzdal. Vyšetřování útoků dále pokračuje.